# Flughafen Matamoros

i8
i11
i13
Der Flughafen Matamoros (spanisch Aeropuerto Internacional de Matamoros, IATA-Code: MAM, ICAO-Code: MMMA) ist ein internationaler Flughafen bei der Großstadt Heroica Matamoros im Norden des Bundesstaats Tamaulipas nahe der Küste des Golfs von Mexiko im Nordosten Mexikos.

## Lage
Der Flughafen Matamoros befindet sich etwa 25 km westlich der Golfküste bei der südlich des Río Grande gelegenen Großstadt Heroica Matamoros und etwa 700 km (Luftlinie) nordöstlich von Mexiko-Stadt in einer Höhe von ca. 8 m.

## Flugverbindungen
Derzeit werden ausschließlich nationale Flüge nach Mexiko-Stadt abgewickelt.

## Passagierzahlen
In den Jahren 2012 bis 2016 wurden jeweils annähernd 100.000 Passagiere abgefertigt. Danach erfolgte ein deutlicher Rückgang, der durch die COVID-19-Pandemie noch verstärkt wurde.